# Mehmet Scholl
Mehmet Tobias Scholl, nome di battesimo Mehmet Yüksel (Karlsruhe, 16 ottobre 1970), è un ex calciatore e allenatore di calcio tedesco, di ruolo centrocampista, già componente della nazionale tedesca.
È uno dei calciatori tedeschi più titolati. Ha vinto 8 titoli di Bundesliga, tutti conquistati con la maglia del Bayern Monaco. Con il club bavarese ha vinto anche la Coppa UEFA 1995-1996 e la Champions League 2000-2001. Con la nazionale tedesca ha vinto il campionato europeo del 1996, ha partecipato a quello del 2000 e giocato in tutto 39 partite, con 2 gol all'attivo, tra il 1992 e il 2002.

## Carriera
Primogenito di Ergin Yüksel, turco, ed Hella, tedesca, assunse in seguito il cognome di Hermann Scholl, secondo marito della madre. Iniziò la carriera nel Karlsruhe, con cui debuttò in Bundesliga il 21 aprile 1990, subentrando all'87' della partita in casa del Colonia e segnando al 90' il quinto gol della propria squadra. Militò nel Karlsruhe fino al 1992, segnando in totale 11 reti in 58 partite di campionato.
Nel 1992 si trasferì al Bayern Monaco, club con cui ha terminato la carriera nel 2007. In quindici anni di militanza nel club bavarese ha segnato 87 reti in 334 partite di campionato. Nel 2000 ha vinto il premio di Calciatore dell'anno della Bundesliga, votato dai colleghi di prima e seconda divisione. Il suo congedo dall'attività agonistica risale al 15 agosto 2007 in occasione dell'amichevole disputata tra Bayern Monaco e Barcellona nello stadio Allianz Arena di Monaco, terminata 1-0 per gli spagnoli con gol di Messi. Scholl fu sostituito da Franck Ribéry, che era stato appena acquistato dalla squadra bavarese e che indossava, come Scholl, il numero 7.

## Allenatore
Il 28 ottobre 2008 divenne allenatore delle giovanili del Bayern Monaco, carica mantenuta fino al 27 aprile 2009, quando passò ad allenare il Bayern Monaco II, che guidò sino al 30 giugno 2010. Dopo due stagioni di pausa, il 1º luglio 2012 riassunse la carica di allenatore del Bayern Monaco II, per poi rassegnare le dimissioni il 30 giugno 2013 per tornare a dedicarsi all'attività di commentatore sportivo.

## Vita privata
Secondogenito di Ergin e Hella Yüksel, era di padre turco e madre tedesca; dopo il divorzio dei suoi genitori, Mehmet - che all'epoca della separazione aveva cinque anni - prese il cognome del secondo marito della madre, Hermann Scholl.
Durante la stagione 1994-1995, in occasione della compilazione dell’annuario ufficiale del Bayern Monaco, venne chiesto a ogni calciatore di scegliere il proprio slogan elettorale preferito: Scholl rispose "hängt die Grünen, solange es noch Bäume gibt" ("Appendete i Verdi fino a quando ci sono ancora alberi"). L'affermazione era a suo dire ironica, in quanto voleva sottolineare che in un futuro prossimo c'era la possibilità di rimanere senza alberi, ma suscitò numerose polemiche ed un politico dei Verdi, Hans Linde, lo denunciò per istigazione all'omicidio. Successivamente, quando gli venne chiesto per chi avrebbe votato, Scholl rispose: "Per i Verdi, naturalmente: non posso deluderli".
Seppur ufficialmente non aderente a nessuna confessione religiosa, si è dichiarato seguace dei princìpi buddisti.

## Statistiche

### Presenze e reti nei club
| Stagione             | Squadra              | Campionato           | Campionato | Campionato | Coppe nazionali | Coppe nazionali | Coppe nazionali | Coppe continentali | Coppe continentali | Coppe continentali | Altre coppe | Altre coppe | Altre coppe | Totale | Totale |
| Stagione             | Squadra              | Comp                 | Pres       | Reti       | Comp            | Pres            | Reti            | Comp               | Pres               | Reti               | Comp        | Pres        | Reti        | Pres   | Reti   |
| -------------------- | -------------------- | -------------------- | ---------- | ---------- | --------------- | --------------- | --------------- | ------------------ | ------------------ | ------------------ | ----------- | ----------- | ----------- | ------ | ------ |
| 1989-1990            | Karlsruhe            | BL                   | 3          | 1          | CG              | 0               | 0               | -                  | -                  | -                  | -           | -           | -           | 3      | 1      |
| 1990-1991            | Karlsruhe            | BL                   | 27         | 6          | CG              | 1               | 0               | Int                | 2                  | 0                  | -           | -           | -           | 30     | 6      |
| 1991-1992            | Karlsruhe            | BL                   | 28         | 4          | CG              | 2               | 1               | -                  | -                  | -                  | -           | -           | -           | 30     | 5      |
| Totale Karlsruhe     | Totale Karlsruhe     | Totale Karlsruhe     | 58         | 11         |                 | 3               | 1               |                    | 2                  | 0                  |             | -           | -           | 63     | 12     |
| 1992-1993            | Bayern Monaco        | BL                   | 31         | 7          | CG              | 2               | 0               | Int                | 0                  | 0                  | -           | -           | -           | 33     | 7      |
| 1993-1994            | Bayern Monaco        | BL                   | 27         | 11         | CG              | 2               | 1               | CU                 | 4                  | 1                  | -           | -           | -           | 33     | 13     |
| 1994-1995            | Bayern Monaco        | BL                   | 31         | 9          | CG              | 1               | 0               | UCL                | 10                 | 3                  | SG          | 1           | 0           | 43     | 12     |
| 1995-1996            | Bayern Monaco        | BL                   | 30         | 10         | CG              | 2               | 0               | CU                 | 11                 | 5                  | -           | -           | -           | 43     | 15     |
| 1996-1997            | Bayern Monaco        | BL                   | 23         | 5          | CG              | 3               | 1               | CU                 | 2                  | 0                  | -           | -           | -           | 28     | 6      |
| 1997-1998            | Bayern Monaco        | BL                   | 32         | 9          | CG+CdL          | 6+2             | 2+0             | UCL                | 8                  | 0                  | -           | -           | -           | 48     | 11     |
| 1998-1999            | Bayern Monaco        | BL                   | 13         | 4          | CG+CdL          | 2+0             | 0               | UCL                | 3                  | 0                  | -           | -           | -           | 18     | 4      |
| 1999-2000            | Bayern Monaco        | BL                   | 25         | 6          | CG+CdL          | 3+2             | 1+0             | UCL                | 12                 | 3                  | -           | -           | -           | 42     | 10     |
| 2000-2001            | Bayern Monaco        | BL                   | 29         | 9          | CG+CdL          | 1+2             | 1+1             | UCL                | 16                 | 5                  | -           | -           | -           | 48     | 16     |
| 2001-2002            | Bayern Monaco        | BL                   | 18         | 6          | CG+CdL          | 3+0             | 1+0             | UCL                | 2                  | 0                  | SU+CInt     | 0           | 0           | 23     | 7      |
| 2002-2003            | Bayern Monaco        | BL                   | 18         | 4          | CG+CdL          | 4+1             | 0               | UCL                | 4                  | 0                  | -           | -           | -           | 27     | 4      |
| 2003-2004            | Bayern Monaco        | BL                   | 5          | 0          | CG+CdL          | 2+1             | 1+0             | UCL                | 1                  | 0                  | -           | -           | -           | 9      | 1      |
| 2004-2005            | Bayern Monaco        | BL                   | 20         | 3          | CG+CdL          | 2+0             | 1+0             | UCL                | 5                  | 1                  | -           | -           | -           | 27     | 5      |
| 2005-2006            | Bayern Monaco        | BL                   | 18         | 3          | CG+CdL          | 3+0             | 2+0             | UCL                | 6                  | 0                  | -           | -           | -           | 27     | 5      |
| 2006-2007            | Bayern Monaco        | BL                   | 14         | 1          | CG+CdL          | 1+1             | 0               | UCL                | 4                  | 0                  | -           | -           | -           | 20     | 1      |
| Totale Bayern Monaco | Totale Bayern Monaco | Totale Bayern Monaco | 334        | 87         |                 | 46              | 12              |                    | 88                 | 18                 |             | 1           | 0           | 63     | 12     |
| 2003-2004            | Bayern Monaco II     | RL                   | 2          | 0          | -               | -               | -               | -                  | -                  | -                  | -           | -           | -           | 2      | 0      |
| Totale carriera      | Totale carriera      | Totale carriera      | 394        | 98         |                 | 49              | 13              |                    | 90                 | 18                 |             | 1           | 0           | 534    | 129    |

### Cronologia presenze e reti in nazionale
| Cronologia completa delle presenze e delle reti in nazionale ― Germania | Cronologia completa delle presenze e delle reti in nazionale ― Germania | Cronologia completa delle presenze e delle reti in nazionale ― Germania | Cronologia completa delle presenze e delle reti in nazionale ― Germania | Cronologia completa delle presenze e delle reti in nazionale ― Germania | Cronologia completa delle presenze e delle reti in nazionale ― Germania | Cronologia completa delle presenze e delle reti in nazionale ― Germania | Cronologia completa delle presenze e delle reti in nazionale ― Germania |
| Data                                                                    | Città                                                                   | In casa                                                                 | Risultato                                                               | Ospiti                                                                  | Competizione                                                            | Reti                                                                    | Note                                                                    |
| ----------------------------------------------------------------------- | ----------------------------------------------------------------------- | ----------------------------------------------------------------------- | ----------------------------------------------------------------------- | ----------------------------------------------------------------------- | ----------------------------------------------------------------------- | ----------------------------------------------------------------------- | ----------------------------------------------------------------------- |
| 26-4-1995                                                               | Düsseldorf                                                              | Germania                                                                | 1 – 1                                                                   | Galles                                                                  | Qual. Euro 1996                                                         | -                                                                       | 76’                                                                     |
| 23-6-1995                                                               | Berna                                                                   | Svizzera                                                                | 1 – 2                                                                   | Germania                                                                | Amichevole                                                              | -                                                                       | 46’                                                                     |
| 23-8-1995                                                               | Bruxelles                                                               | Belgio                                                                  | 1 – 2                                                                   | Germania                                                                | Amichevole                                                              | -                                                                       |                                                                         |
| 8-10-1995                                                               | Leverkusen                                                              | Germania                                                                | 6 – 1                                                                   | Moldavia                                                                | Qual. Euro 1996                                                         | -                                                                       | 77’                                                                     |
| 27-3-1996                                                               | Monaco di Baviera                                                       | Germania                                                                | 2 – 0                                                                   | Danimarca                                                               | Amichevole                                                              | -                                                                       | 76’                                                                     |
| 24-4-1996                                                               | Amsterdam                                                               | Paesi Bassi                                                             | 0 – 1                                                                   | Germania                                                                | Amichevole                                                              | -                                                                       | 84’                                                                     |
| 29-5-1996                                                               | Lurgan                                                                  | Irlanda del Nord                                                        | 1 – 1                                                                   | Germania                                                                | Amichevole                                                              | 1                                                                       |                                                                         |
| 1-6-1996                                                                | Stoccarda                                                               | Germania                                                                | 0 – 1                                                                   | Francia                                                                 | Amichevole                                                              | -                                                                       | 83’                                                                     |
| 4-6-1996                                                                | Mannheim                                                                | Germania                                                                | 9 – 1                                                                   | Liechtenstein                                                           | Amichevole                                                              | -                                                                       | 64’                                                                     |
| 23-6-1996                                                               | Manchester                                                              | Germania                                                                | 2 – 1                                                                   | Croazia                                                                 | Euro 1996 - Quarti di finale                                            | -                                                                       | 88’                                                                     |
| 26-6-1996                                                               | Londra                                                                  | Germania                                                                | 1 – 1 dts (6 – 4 dtr)                                                   | Inghilterra                                                             | Euro 1996 - Semifinale                                                  | -                                                                       | 77’                                                                     |
| 30-6-1996                                                               | Londra                                                                  | Germania                                                                | 2 – 1 dts                                                               | Rep. Ceca                                                               | Euro 1996 - Finale                                                      | -                                                                       | 69’                                                                     |
| 4-9-1996                                                                | Zabrze                                                                  | Polonia                                                                 | 0 – 2                                                                   | Germania                                                                | Amichevole                                                              | -                                                                       | 56’                                                                     |
| 9-10-1996                                                               | Erevan                                                                  | Armenia                                                                 | 1 – 5                                                                   | Germania                                                                | Qual. Mondiali 1998                                                     | -                                                                       |                                                                         |
| 7-6-1997                                                                | Kiev                                                                    | Ucraina                                                                 | 0 – 0                                                                   | Germania                                                                | Qual. Mondiali 1998                                                     | -                                                                       | 69’                                                                     |
| 4-6-1999                                                                | Leverkusen                                                              | Germania                                                                | 6 – 1                                                                   | Moldavia                                                                | Qual. Euro 2000                                                         | 1                                                                       | 44’                                                                     |
| 24-7-1999                                                               | Guadalajara                                                             | Brasile                                                                 | 4 – 0                                                                   | Germania                                                                | Conf. Cup 1999                                                          | -                                                                       | 9’                                                                      |
| 28-7-1999                                                               | Guadalajara                                                             | Germania                                                                | 2 – 0                                                                   | Nuova Zelanda                                                           | Conf. Cup 1999                                                          | -                                                                       | 46’                                                                     |
| 4-9-1999                                                                | Helsinki                                                                | Finlandia                                                               | 1 – 2                                                                   | Germania                                                                | Qual. Euro 2000                                                         | -                                                                       | 79’                                                                     |
| 8-9-1999                                                                | Dortmund                                                                | Germania                                                                | 4 – 0                                                                   | Irlanda del Nord                                                        | Qual. Euro 2000                                                         | -                                                                       |                                                                         |
| 9-10-1999                                                               | Monaco di Baviera                                                       | Germania                                                                | 0 – 0                                                                   | Turchia                                                                 | Qual. Euro 2000                                                         | -                                                                       | 32’                                                                     |
| 14-11-1999                                                              | Oslo                                                                    | Norvegia                                                                | 0 – 1                                                                   | Germania                                                                | Amichevole                                                              | 1                                                                       |                                                                         |
| 23-2-2000                                                               | Amsterdam                                                               | Paesi Bassi                                                             | 2 – 1                                                                   | Germania                                                                | Amichevole                                                              | -                                                                       |                                                                         |
| 26-4-2000                                                               | Kaiserslautern                                                          | Germania                                                                | 1 – 1                                                                   | Svizzera                                                                | Amichevole                                                              | -                                                                       | 24’                                                                     |
| 3-6-2000                                                                | Norimberga                                                              | Germania                                                                | 3 – 2                                                                   | Rep. Ceca                                                               | Amichevole                                                              | -                                                                       | 46’                                                                     |
| 7-6-2000                                                                | Friburgo                                                                | Germania                                                                | 8 – 2                                                                   | Liechtenstein                                                           | Amichevole                                                              | 1                                                                       | 46’                                                                     |
| 12-6-2000                                                               | Liegi                                                                   | Germania                                                                | 1 – 1                                                                   | Romania                                                                 | Euro 2000 - 1º turno                                                    | 1                                                                       |                                                                         |
| 17-6-2000                                                               | Charleroi                                                               | Inghilterra                                                             | 1 – 0                                                                   | Germania                                                                | Euro 2000 - 1º turno                                                    | -                                                                       |                                                                         |
| 20-6-2000                                                               | Rotterdam                                                               | Portogallo                                                              | 3 – 0                                                                   | Germania                                                                | Euro 2000 - 1º turno                                                    | -                                                                       | 60’                                                                     |
| 16-8-2000                                                               | Hannover                                                                | Germania                                                                | 4 – 1                                                                   | Spagna                                                                  | Amichevole                                                              | 2                                                                       | 66’                                                                     |
| 2-9-2000                                                                | Amburgo                                                                 | Germania                                                                | 2 – 0                                                                   | Grecia                                                                  | Qual. Mondiali 2002                                                     | -                                                                       | 46’                                                                     |
| 7-10-2000                                                               | Londra                                                                  | Inghilterra                                                             | 0 – 1                                                                   | Germania                                                                | Qual. Mondiali 2002                                                     | -                                                                       |                                                                         |
| 15-11-2000                                                              | Copenaghen                                                              | Danimarca                                                               | 2 – 1                                                                   | Germania                                                                | Amichevole                                                              | 1                                                                       |                                                                         |
| 27-2-2001                                                               | Parigi                                                                  | Francia                                                                 | 1 – 0                                                                   | Germania                                                                | Amichevole                                                              | -                                                                       | 43’                                                                     |
| 24-3-2001                                                               | Leverkusen                                                              | Germania                                                                | 2 – 1                                                                   | Albania                                                                 | Qual. Mondiali 2002                                                     | -                                                                       | 40’                                                                     |
| 23-2-2002                                                               | Kaiserslautern                                                          | Germania                                                                | 6 – 1                                                                   | Israele                                                                 | Amichevole                                                              | -                                                                       | 66’                                                                     |
| Totale                                                                  |                                                                         | Presenze                                                                | 36                                                                      |                                                                         | Reti                                                                    | 8                                                                       |                                                                         |

## Palmarès

### Club

#### Competizioni nazionali
- Campionato tedesco: 8

Bayern Monaco: 1993-1994, 1996-1997, 1998-1999, 1999-2000, 2000-2001, 2002-2003, 2004-2005, 2005-2006
- Coppa di Germania: 5

Bayern Monaco: 1997-1998, 1999-2000, 2002-2003, 2004-2005, 2005-2006
- Coppa di Lega tedesca: 5

Bayern Monaco: 1997, 1998, 1999, 2000, 2004

#### Competizioni internazionali
- Coppa UEFA: 1

Bayern Monaco: 1995-1996
- UEFA Champions League: 1

Bayern Monaco: 2000-2001
- Coppa Intercontinentale: 1

Bayern Monaco: 2001

### Nazionale
- Campionato d'Europa: 1

1996

### Individuale
- ESM Team of the Year: 2

1995-1996, 2000-2001